# Airamia albiocula
Airamia albiocula là một loài bướm đêm trong họ Noctuidae.